# Lista de vice-governadores do Paraná
Esta é uma lista de vice-governadores do estado do Paraná no pós-Estado Novo.

## Resumo
Após a Independência do Brasil, através de uma Lei Imperial de 20 de outubro de 1823, D. Pedro I extinguiu as juntas governativas provisórias nas províncias e criou os cargos de presidentes, a serem preenchidos por nomeação do Imperador, e os conselhos de governos, que seriam eleitos.
Os presidentes de província não tinham um mandato, podendo ser exonerados ou pedir afastamento à revelia. Principalmente devido a esta possibilidade concreta de falta do dirigente diretamente subordinado ao imperador e seu ministério, eram escolhidos pela Assembleia Local vice-presidentes, teoricamente aptos a exercer interinamente o cargo vago, até que novo presidente fosse nomeado por Carta Imperial e assumisse o cargo.
No período republicano, os vice-governadores eram eleitos, primeiro em disputas separadas (1947-1966), depois em chapas conjuntas, que teve início no período militar, em 1970, durantes as eleições indiretas, e a partir de 1982 após a redemocratização com eleições diretas.

## Vice-governadores do Paraná
| N°                                           | Vice-governador                    | Imagem                             | Partido                            | Partido                                          | Governador                             | Início do Mandato                              | Fim do Mandato                                  | Notas | Ref.                               |
| Regime Militar de 1964 (1964-1985)           | Regime Militar de 1964 (1964-1985) | Regime Militar de 1964 (1964-1985) | Regime Militar de 1964 (1964-1985) | Regime Militar de 1964 (1964-1985)               | Regime Militar de 1964 (1964-1985)     | Regime Militar de 1964 (1964-1985)             | Regime Militar de 1964 (1964-1985)              | Regime Militar de 1964 (1964-1985)                                                                                         | Regime Militar de 1964 (1964-1985) |
| -------------------------------------------- | ---------------------------------- | ---------------------------------- | ---------------------------------- | ------------------------------------------------ | -------------------------------------- | ---------------------------------------------- | ----------------------------------------------- | --- | ---------------------------------- |
| 1°                                           | Afonso Alves de Camargo Neto       |                                    |                                    | Partido Democrata Cristão PDC                    | Ney Braga (PDC)                        | 20 de março de 1964                            | 17 de novembro de 1965                          | Vice-governador eleito pela Assembleia Legislativa                                                                         |                                    |
| -                                            | Cargo Vago                         | Cargo Vago                         | Cargo Vago                         | Cargo Vago                                       | Antônio Ferreira Rüppel(PDC)           | 17 de novembro de 1965                         | 20 de novembro de 1965                          | |                                    |
| 2°                                           | Alípio Ayres de Carvalho           |                                    |                                    | Desconhecido                                     | Algacyr Guimarães (PDC)                | 20 de novembro de 1965                         | 31 de janeiro de 1966                           | Vice-governador eleito pela Assembleia Legislativa                                                                         |                                    |
| 3°                                           | Plínio Franco Ferreira da Costa    |                                    |                                    | Partido Trabalhista Nacional PTN                 | Haroldo Leon Peres (PTN)               | 31 de janeiro de 1966                          | 15 de março de 1971                             | Vice-governador eleito em sufrágio universal                                                                               | [ 3 ]                              |
| 4°                                           | Pedro Viriato Parigot de Souza     |                                    |                                    | Aliança Renovadora Nacional ARENA                | Haroldo Leon Peres (ARENA)             | 15 de março de 1971                            | 23 de novembro de 1971                          | Vice-governador eleito pela Assembleia Legislativa                                                                         | [ 4 ]                              |
| -                                            | Cargo Vago                         | Cargo Vago                         | Cargo Vago                         | Cargo Vago                                       | Pedro Viriato Parigot de Souza (ARENA) | 24 de novembro de 1971                         | 11 de agosto de 1973                            | |                                    |
| 5°                                           | Jaime Canet Júnior                 |                                    |                                    | Aliança Renovadora Nacional ARENA                | Emílio Hoffmann Gomes (ARENA)          | 11 de agosto de 1973                           | 15 de março de 1975                             | Vice-governador eleito pela Assembleia Legislativa                                                                         |                                    |
| 6°                                           | Octávio Cesário Pereira Júnior     |                                    |                                    | Aliança Renovadora Nacional ARENA                | Jaime Canet Júnior (ARENA)             | 15 de março de 1975                            | 15 de março de 1979                             | Vice-governador eleito pela Assembleia Legislativa                                                                         |                                    |
| 7°                                           | José Hosken de Novaes              |                                    |                                    | Aliança Renovadora Nacional ARENA                | Ney Braga (PDS)                        | 15 de março de 1979                            | 14 de maio de 1982                              | Vice-governador eleito pela Assembleia Legislativa                                                                         |                                    |
| -                                            | Cargo Vago                         | Cargo Vago                         | Cargo Vago                         | Cargo Vago                                       | José Hosken de Novaes (PDS)            | 15 de maio de 1982                             | 15 de março de 1983                             | |                                    |
| 8°                                           | João Elísio Ferraz de Campos       |                                    |                                    | Partido do Movimento Democrático Brasileiro PMDB | José Richa (PMDB)                      | 15 de março de 1983                            | 9 de maio de 1986                               | Vice-governador eleito em sufrágio universal.                                                                              |                                    |
| -                                            | Cargo Vago                         | Cargo Vago                         | Cargo Vago                         | Cargo Vago                                       | João Elísio Ferraz de Campos (PMDB)    | 10 de maio de 1986                             | 15 de março de 1987                             | Vice-governador eleito em sufrágio universal assumiu o cargo de governador após a renúncia do titular.                     |                                    |
| Sexta República Brasileira (1985-atualidade) |                                    |                                    |                                    |                                                  |                                        |                                                |                                                 | |                                    |
| 9°                                           | Ary Veloso Queiroz                 |                                    |                                    | Partido do Movimento Democrático Brasileiro PMDB | Álvaro Dias (PMDB)                     | 15 de março de 1987                            | 15 de março de 1991                             | Vice-governador eleito em sufrágio universal                                                                               |                                    |
| 10°                                          | Mário Pereira                      |                                    |                                    | Partido do Movimento Democrático Brasileiro PMDB | Roberto Requião (PMDB)                 | 15 de março de 1991                            | 1° de abril de 1994                             | Vice-governador eleito em sufrágio universal                                                                               |                                    |
| -                                            | Cargo Vago                         | Cargo Vago                         | Cargo Vago                         | Cargo Vago                                       | Mário Pereira (PMDB)                   | 1° de abril de 1994                            | 1º de janeiro de 1995                           | Vice-governador eleito em sufrágio universal assumiu o cargo de governador após a renúncia do titular.                     | [ 5 ]                              |
| 11ª                                          | Emília de Sales Belinati           |                                    |                                    | Partido Trabalhista Brasileiro PTB               | Jaime Lerner (PDT)                     | 1º de janeiro de 1995                          | 1º de janeiro de 1999                           | Vice-governadora eleita em sufrágio universal                                                                              | [ 6 ]                              |
| 11ª                                          | Emília de Sales Belinati           |                                    | Partido da Frente Liberal PFL      | Jaime Lerner (PFL)                               | 1º de janeiro de 1999                  | 1º de janeiro de 2003                          | Vice-governadora reeleita em sufrágio universal | | [ 6 ]                              |
| 12°                                          | Orlando Pessuti                    |                                    |                                    | Partido do Movimento Democrático Brasileiro PMDB | Roberto Requião (PMDB)                 | 1º de janeiro de 2003                          | 1º de janeiro de 2007                           | Vice-governador eleito em sufrágio universal                                                                               | [ 7 ]                              |
| 12°                                          | Orlando Pessuti                    | 1º de janeiro de 2007              | 1° de abril de 2010                | Partido do Movimento Democrático Brasileiro PMDB | Roberto Requião (PMDB)                 | Vice-governador eleito em sufrágio universal   |                                                 | | [ 7 ]                              |
| -                                            | Cargo Vago                         | Cargo Vago                         | Cargo Vago                         | Cargo Vago                                       | Orlando Pessuti (PMDB)                 | 2 de abril de 2010                             | 1º de janeiro de 2011                           | Vice-governador eleito em sufrágio universal assumiu o cargo de governador após a renúncia do titular.                     | [ 8 ] [ 9 ]                        |
| 13°                                          | Flávio José Arns                   |                                    |                                    | Partido da Social Democracia Brasileira PSDB     | Beto Richa (PSDB)                      | 1º de janeiro de 2011                          | 1º de janeiro de 2015                           | Vice-governador eleito em sufrágio universal                                                                               | [ 10 ]                             |
| 14ª                                          | Cida Borghetti                     |                                    |                                    | Partido Progressista PP                          | Beto Richa (PSDB)                      | 1º de janeiro de 2015                          | 6 de abril de 2018                              | Vice-governadora eleita em sufrágio universal                                                                              | [ 11 ]                             |
| -                                            | Cargo Vago                         | Cargo Vago                         | Cargo Vago                         | Cargo Vago                                       | Cida Borghetti (PP)                    | 7 de abril de 2018                             | 1° de janeiro de 2019                           | Vice-governadora eleito em sufrágio universal assumiu o cargo de governadora após a renúncia do titular Beto Richa (PSDB). | [ 12 ] [ 13 ]                      |
| 15°                                          | Darci Piana                        |                                    |                                    | Partido Social Democrático PSD                   | Ratinho Júnior (PSD)                   | 1º de janeiro de 2019                          | 1° de janeiro de 2023                           | Vice-governador eleito em sufrágio universal                                                                               | [ 14 ] [ 15 ]                      |
| 15°                                          | Darci Piana                        | 1º de janeiro de 2023              | em exercício                       | Partido Social Democrático PSD                   | Ratinho Júnior (PSD)                   | Vice-governador reeleito em sufrágio universal |                                                 | | [ 14 ] [ 15 ]                      |